# Eulampio y Eulampia
San Eulampio y Eulampia (f. 310 d. C.) son dos mártires cristianos del siglo IV venerados como santos. Era hermanos y oriundos de Nicomedia que fueron ejectuados durante el reinado de Maximino Daya.
Según la tradición, Eulampio fue arrestado por el ejército imperio romano mientras los cristianos intentaban comprar los suministros que estaban escondidos en cuevas en las afueras de Nicomedia.
Después de que Eulampio fuera azotado, su hermana Eulampia también fue capturada cuando se identificó por salir de una multitud para abrazarlo y consolarlo. Eulampio y Eulampia fueron ejecutados al día siguiente. Según la tradición cristiana, 200 soldados, movidos por el valor de los dos hermanos, se convirtieron al cristianismo y también fueron martirizados.